# 四辻たかお
四辻 たかお（よつじ たかお、1955年10月10日 - ）は、アニメーション監督、演出家、脚本家、音響監督である。

## 来歴
いつ頃から活動を開始していたのかは、不明である。なお、1976年〜1977年放送の『ろぼっ子ビートン』では、すでに演出のローテーションに入っている。
1970年代は、日本サンライズ（現：バンダイナムコフィルムワークス）での仕事が多かった。
1980年代前半は活動の場をほぼ国際映画社一カ所に絞り、山本優とのコンビで、国際映画社の代表作となるJ9シリーズの内『銀河旋風ブライガー』・『銀河疾風サスライガー』のチーフディレクターを務めた。その他にも国際映画社アニメの総監督・チーフディレクター・オーディオディレクター（音響監督）を兼任し同社の全盛期を支え、そして1985年の倒産まで付き合うこととなった。
それ以降は特に活動の場を決めず、現在に至るまでフリーの演出家、脚本家として活動している。小さい頃から洋楽やロックを好み、その傾向はJ9シリーズのBGMに表れている。
1984年10月発売の『月刊アニメディア』掲載の『ふたり鷹』に関する記事で、「芹澤廣明さんや久石譲さん達とは同世代で、気が合う…」といった趣旨のコメントを寄稿しているが、実際には彼らよりやや年下である。

## 主な参加作品

### テレビアニメ
- ろぼっ子ビートン （1976年-1977年、演出）
- まんが日本絵巻 （1977年-1978年、演出）
- とびだせ!マシーン飛竜　（1977年-1978年、演出）
- 超電磁マシーン ボルテスV（1977年-1978年、演出）
- 無敵超人ザンボット3 （1977年-1978年、演出）
- まんが世界昔ばなし  （1978年-1979年、演出）
- まんがはじめて物語 （1978年-1984年、演出）
- 科学冒険隊タンサー5 （1979年-1980年、監督）
- ザ☆ウルトラマン （1979年-1980年、演出）
- くじらのホセフィーナ（1979年-1980年、絵コンテ・演出）
- スーキャット （1980年、チーフディレクター）
- ずっこけナイトドンデラマンチャ（1980年、絵コンテ・演出）
- 太陽の使者 鉄人28号 （1980年、絵コンテ・演出）
- 宇宙戦士バルディオス（1980年-1981年、絵コンテ）
- ヤットデタマン （1981年-1982年、演出）
- J9シリーズ
  - 銀河旋風ブライガー （1981年-1982年、チーフディレクター・演出）
  - 銀河烈風バクシンガー （1982年-1983年、オーディオディレクター（19話～））
  - 銀河疾風サスライガー （1983年-1984年、チーフディレクター・絵コンテ・録音ディレクター・声優（43話・フルザ・ゲルナー役））
- おちゃめ神物語コロコロポロン （1982年-1983年、総監督・絵コンテ・演出）
- 魔境伝説アクロバンチ （1982年、総監督）※夏木よしのり名義
- ふたり鷹 （1984年-1985年、総監督・絵コンテ・演出・脚本）
- 愛の若草物語 （1987年、絵コンテ）※日本アニメーションの紹介ページには四辻孝雄とあり、別人の可能性あり。
- 機動武闘伝Gガンダム （1994年、プロローグ3話の構成）
- サイボーグクロちゃん （1999年、脚本）
- へろへろくん （2000年、脚本）
- アークエとガッチンポー （2004年、脚本・絵コンテ）
- エンジェル・ハート （2005年、演出）
- 闘牌伝説アカギ 〜闇に舞い降りた天才〜 （2006年、演出）
- おねがいマイメロディ 〜くるくるシャッフル!〜 （2006年-2007年、演出）
- 格闘美神 武龍 REBIRTH （2006年、絵コンテ・演出、第1期ED制作・ディレクター）
- 家庭教師ヒットマンREBORN! （2006年-2010年、絵コンテ・演出）
- 史上最強の弟子ケンイチ （2006年、演出）
- ドージンワーク （2007年、演出）
- School Days （2007年、演出）
- あかね色に染まる坂 （2008年、演出）

### OVA
- たいまんぶるうす 清水直人編（1987年、監督）
- カメレオン ヤザワ登場! （1992年、総監督・脚本）
- オフサイド （1993年、総監督・脚本）

### 劇場映画
- フリテンくん （1981年、演出）

### 主な作詞楽曲
- んー・ジャンピングニャン（スーキャット 挿入歌）
- エンヤコラサのドッコイサ（おちゃめ神物語コロコロポロン 挿入歌）
- 悲しきオリンポス（おちゃめ神物語コロコロポロン 挿入歌）
- 悲しきバッドタイミング（J9シリーズ 挿入歌）
- 霧の中のロンリーエロース（おちゃめ神物語コロコロポロン 挿入歌）
- 恋するアフロディテ（おちゃめ神物語コロコロポロン 挿入歌）
- 恋のバッドタイミング（J9シリーズ 挿入歌）
- 酒と涙とポロンとアポロン（おちゃめ神物語コロコロポロン 挿入歌）
- 昭和枯れつづき（おちゃめ神物語コロコロポロン 挿入歌）
- 根が明るい音頭（おちゃめ神物語コロコロポロン 挿入歌）
- ブルーオリンポスシャトー（おちゃめ神物語コロコロポロン 挿入歌）
- プリティリトルポロン（おちゃめ神物語コロコロポロン 挿入歌）
- ヘイ！ポロン（おちゃめ神物語コロコロポロン 挿入歌）
- みんな元気でドゥワップ（おちゃめ神物語コロコロポロン 挿入歌）
- 夜空のブタ（おちゃめ神物語コロコロポロン 挿入歌）
- J9シティでなげキッス（J9シリーズ イメージソング。1993年9月17日発売の山本正之のミニアルバム『J9 ETERNAL SPECIAL』に収録）
- パラダイス・パラドックス（J9シリーズ 挿入歌）
- わくわくゴーゴーゆうえんち（しましまとらのしまじろう 挿入歌）

他多数。